# Ose (démon)
Pour les articles homonymes, voir Ose (homonymie).

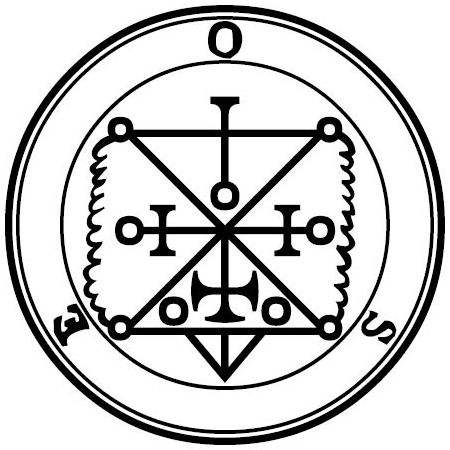
Le sceau de Ose selon Mathers.

Ose ou Oze est un démon issu des croyances de la goétie, science occulte de l'invocation d'entités démoniaques. 
Le Lemegeton le mentionne en 57e position de sa liste de démons. L'ouvrage lui attribue le titre de président des enfers. Une fois invoqué, il se manifeste sous l'apparence d'un léopard, mais change ensuite de forme pour prendre une apparence humaine. Son rôle est d'enseigner les sciences libérales et de révéler les secrets. Il possède le pouvoir de changer la forme d'un homme en celle de n'importe quelle créature ou objet. Il dirige 30 légions infernales.
La Pseudomonarchia Daemonum le mentionne en 56e position de sa liste de démons et lui donne des caractéristiques similaires.